# Раундап (Монтана)
Раундап (англ. Roundup) —  	
крупнейший город и административный центр округа Масселшелл в штате Монтана в Соединённых Штатах Америки.
Согласно данным переписи населения США 2020 года число жителей города 
составляло 1742 человека, что, для такого небольшого населённого пункта, заметно меньше (− 2.6%), чем было во время предыдущей переписи, проводившейся в 2010 году (1788 человек).

## История
С приходом европейских колонистов Раундап стал местом, где фермеры и животноводы держали свой скот вдоль реки Масселшелл. Это была отправная точка Большого перегона скота в Монтане, перегоны и теперь проводятся ежегодно.

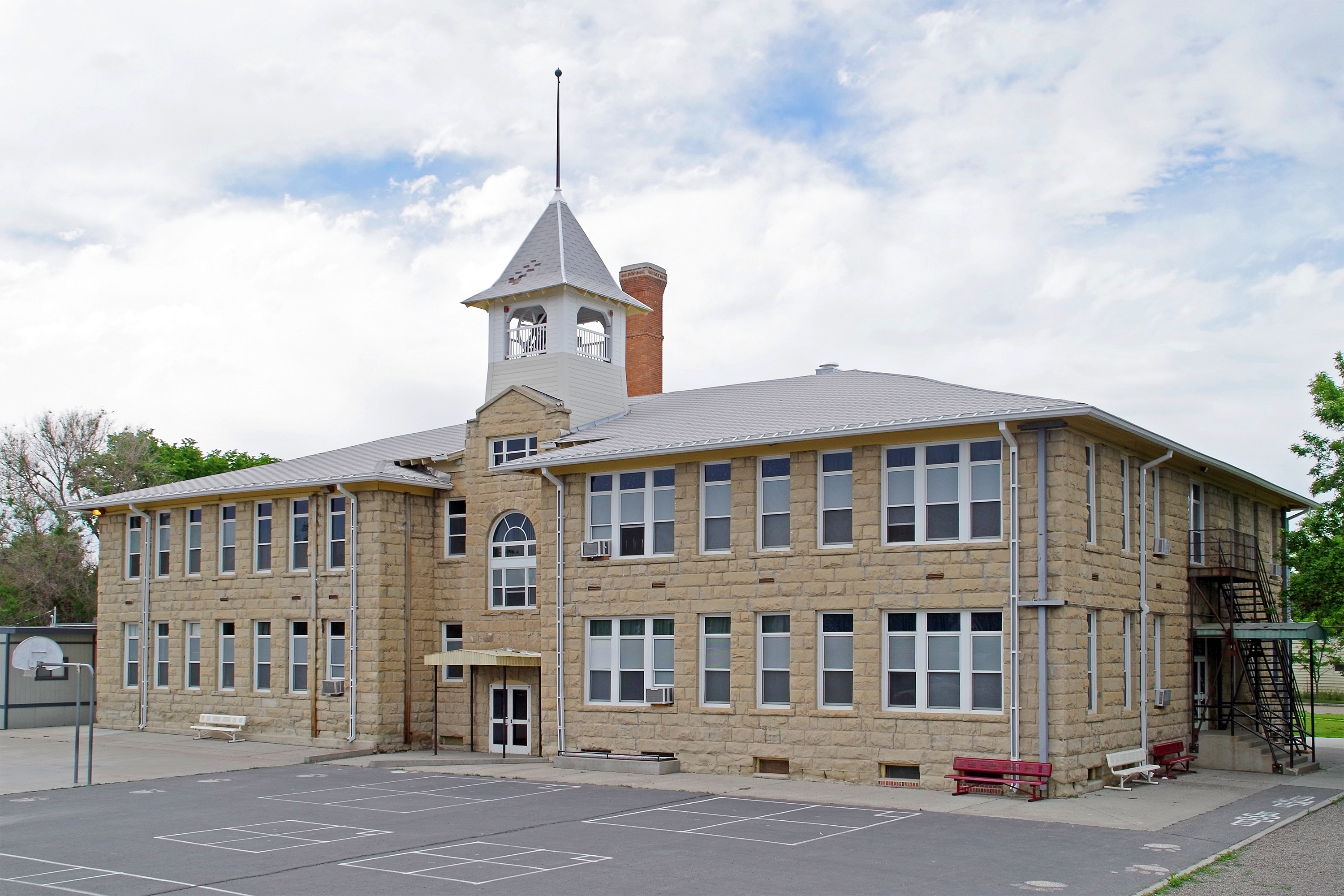
Средняя школа Раундапа

В 1883 году в городе открылось первое отделение Почтовой службы США Roundup. Вскоре было построено и первое здание городской средне-образовательной школы.
Книга «Из ада на завтрак в Старой Монтане» писателя Лиланда Бланчарда рассказывает историю американских пионеров, которые жили и работали в Раундапе в начале 1900-х годов.
В 1950 году население города достигло своей рекордной отметки в 2856 человек. В первой четверти XXI века число горожан снизилось примерно на 10 % по сравнению с 2000-м годом.

## География

US 87 в Монтане

Одна скоростная автомагистраль — US 12 — проходит через Раундап по Мейн-Стрит, а другая —  US 87 — идет по 1-й авеню. Первая ведёт на восток 102 мили (164 км) к Форсайту и на запад 69 миль (111 км) к Харлоутон, в то время как вторая идёт на северо-запад 75 миль (121 км) к Льюистауну и на юг 49 миль (79 км) к Биллингсу.
Южная граница города проходит по северному берегу реки Масселшелл, а югу от Раундапа возвышаются горы Булл (максимальная высота 1446 метров).

## Климат
Согласно системе классификации климатов Кёппена, в городе Раундапе холодный полузасушливый климат, на климатических картах сокращённо обозначаемый аббревиатурой «BSk».